# Gefüllte Tomate

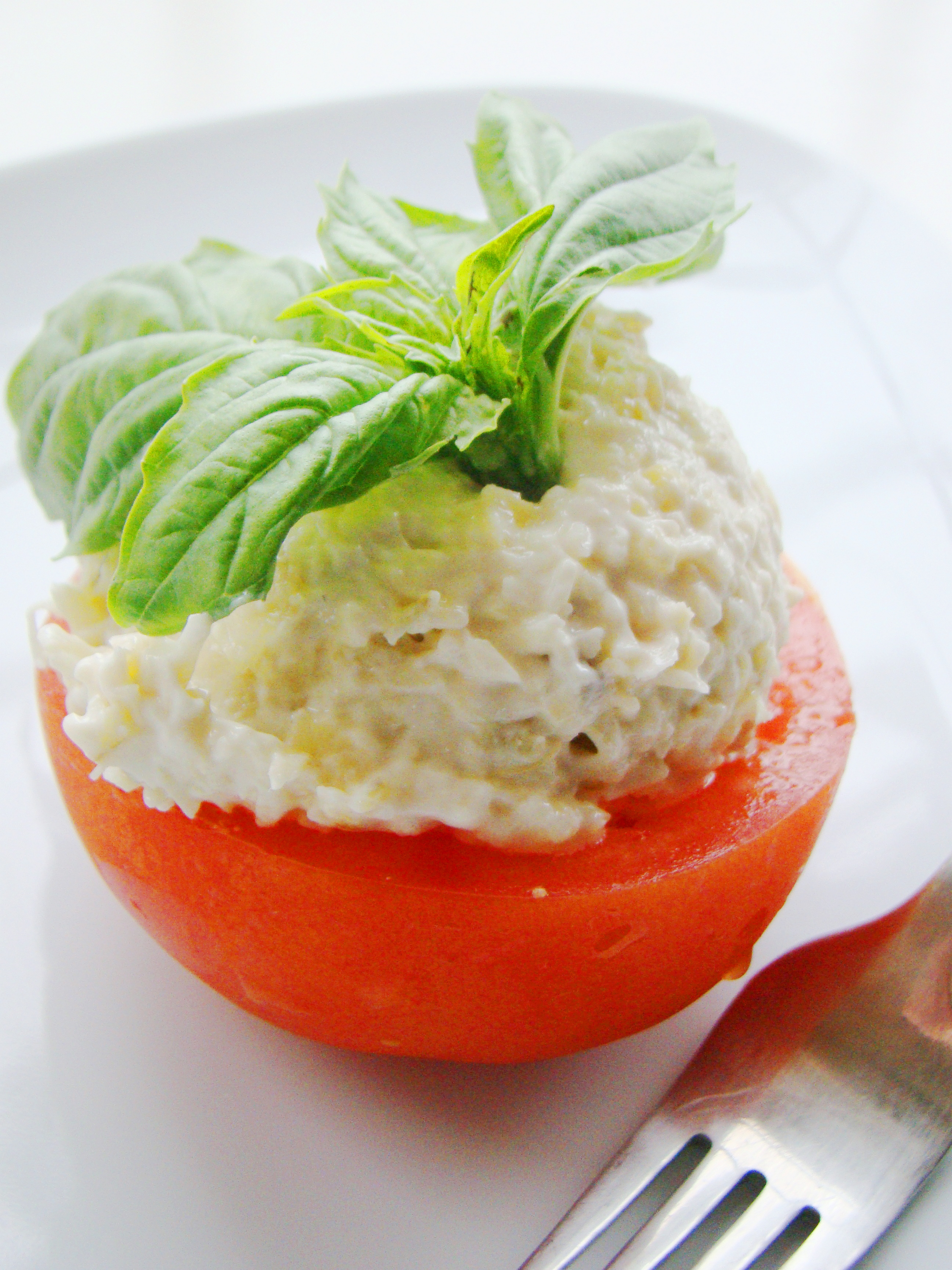
Halbierte, gefüllte Tomate

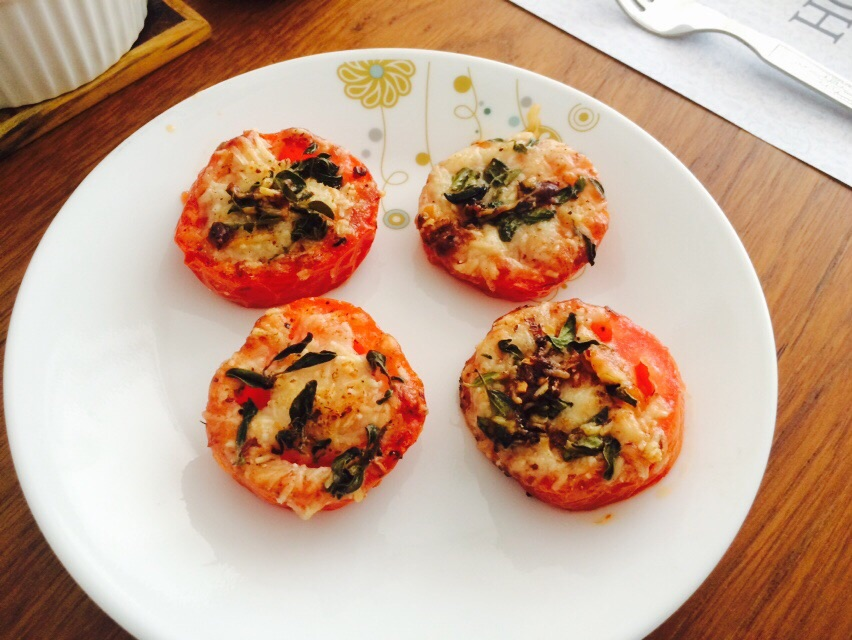
Tomatenhälften mit Parmesan überbacken

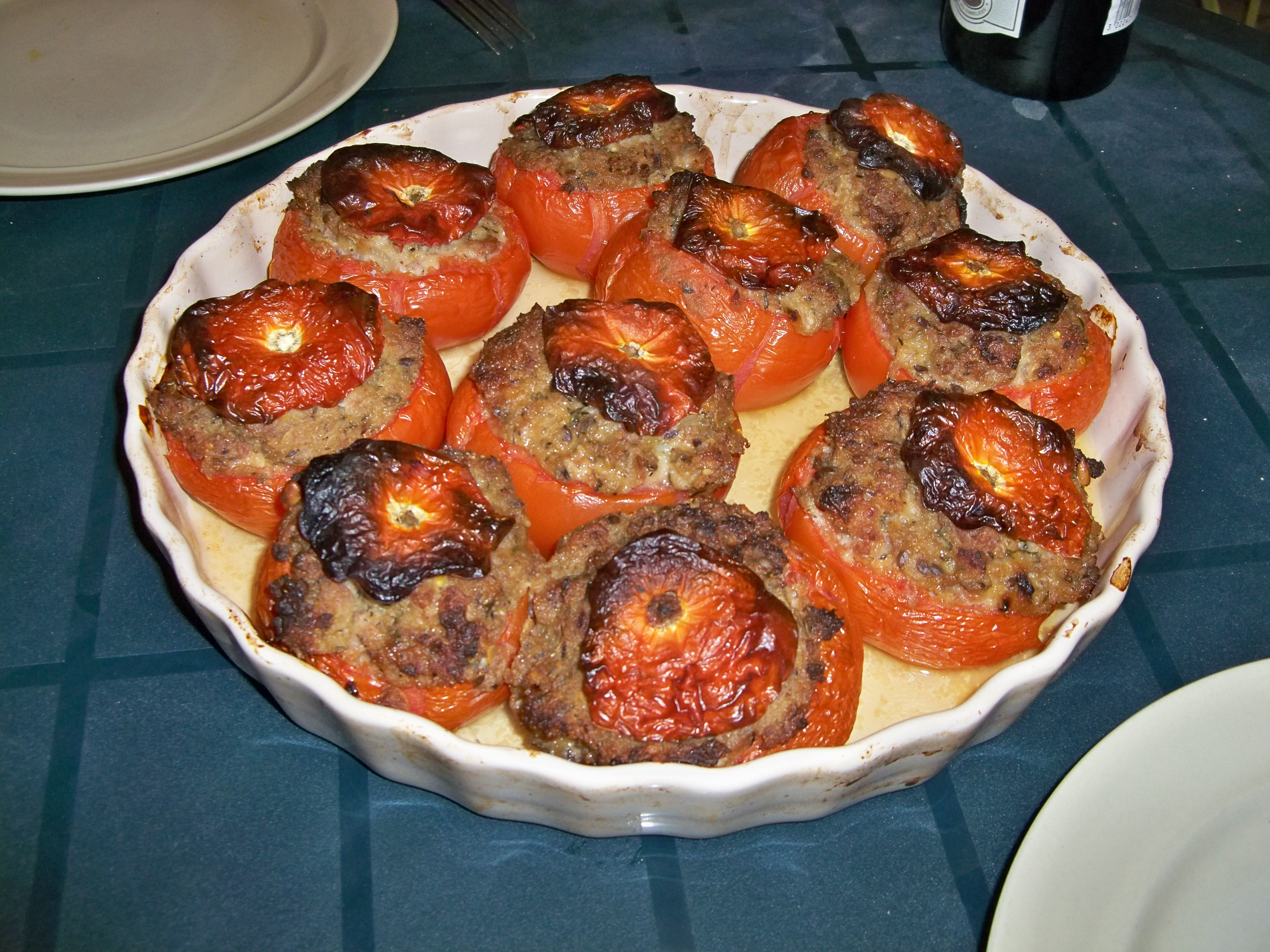
Gefüllte Tomaten, überbacken.

Gefüllte Tomaten sind in der Gastronomie eine Garnitur, welche zu warmen Speisen oder zum kalten Büfett serviert wird. Ausgehöhlte Tomaten werden roh oder gratiniert mit verschiedenen Füllungen zubereitet.

## Geschichte
Ein frühes Rezept für gefüllte Tomaten kann bei dem italienischen Koch und Literaten Ippolito Cavalcanti (1787–1859), Herzog von Buonvicino, nachgewiesen werden, wo er empfiehlt, große Fleischtomaten auszuhöhlen, zu füllen und zu gratinieren.  Darüber hinaus bot Charles Durand (1766–1854), ein französischer Koch und Gastronom, ein Rezept für gefüllte Tomaten unter dem Namen „Pommes d'amour au gratin“ an, das Gericht, das auf der Speisekarte des Restaurants „Frères Provençaux“ geführt wurde.

## Zubereitungsbeispiele
Für frisch zubereitete gefüllte Tomaten werden die ausgehöhlten Früchte mit Butterzubereitungen, Pürees, russischem Salat oder einem Salpicon garniert.
Warm zubereitet, werden Tomaten überbrüht und geschält, dann ausgehöhlt und mit einer Füllung (Duxelles, Risotto u. a.) gratiniert.